# Любутский мир
Любутский мир — мирный договор, заключенный в середине июля 1372 года вблизи города Любутск между великими князьями литовскими Ольгердом и Кейстутом с одной стороны и Великим князем Московским Дмитрием Ивановичем (Донским) и князем серпуховским Владимиром Андреевичем с другой стороны. Со стороны Великого княжества Литовского также принимал участие князь тверской князь Михаил Александрович.
Договор завершил московско-литовскую войну 1368—1372 годов.
Заключенный после неудачной для литовско-тверского войска стычки передовых отрядов под Любутском и многодневного стояния сторон на противоположных сторонах глубокого оврага.
Как сообщает Супрасльская летопись, это был по своему характеру «вечный мир», который подтвердил протекторат Литвы над Тверским княжеством и довоенные границы государств. В то же время, Великое княжество Литовское отказывалось от вмешательства в междоусобные войны русских князей.